# 穆里奇
穆里奇（Muriqui，1986年6月16日—），全名路易斯·古伊莱尔梅·达·孔塞桑·席尔瓦（Luiz Guilherme da Conceição Silva），是已退役的巴西职业足球运动员，司职前锋，曾荣膺亚冠金靴、亚冠最佳球员、亚洲最佳外援、中国足球先生、中超金靴等。

## 俱乐部生涯

### 巴甲履历
穆里奇出道于巴西丁级联赛球队玛度雷拉，被视为未来之星，被租借到一系列高级别的联赛球队，其中最著名的是巴甲球队瓦斯科达伽马，在瓦斯科达伽马期间，他还入选过巴西国青队。2008年转会至巴西体育，之后又被巴西体育租借到其他球队锻炼。
2009年，穆里奇租借到巴甲球队阿瓦伊，并成为球队的一个亮点，他出场31次，射进9球，并贡献了12次助攻（联赛第二位），在赛季中遭受对手共139次侵犯，这个数值比排名第二的球员高出22次。穆里奇的精彩表现引起其他巴甲球队的注意。2010年1月13日，穆里奇租借加盟米内罗竞技，以搭配球队的核心前锋迭戈·塔尔德利。他迅速融入球队并在2010赛季巴甲联赛出场7场射进4球。

### 广州恒大

#### 2010赛季
2010年6月30日，中甲球队广州恒大宣布以创俱乐部纪录的350万美元身价和穆里奇签约4年，他也成为中国职业联赛成立后转会费最高的球员。7月21日，穆里奇首次在中甲联赛亮相并在比赛中打进四球，帮助广州队主场10比0击败南京有有。穆里奇在2010赛季中甲联赛下半程出场14次，打进13球，广州队也以联赛冠军的成绩升上中超联赛。

#### 2011赛季
回归中超联赛后，广州恒大又签入克莱奥、以及雷纳托等一批有实力的外援，但穆里奇在队中的主力地位依然不可撼动。2011年4月17日，穆里奇在2011赛季中超第三轮广州恒大主场2比2战平北京国安的比赛中包办广州队的两个进球，这也是他首次在中超联赛中进球。之后，穆里奇又分别在5月4日和5月12日在中国足协杯广州恒大主场3比2击败贵州智诚和客场1比1战平陕西中建的两场比赛中包办广州队的所有四个进球。他是广州队队史上首名在足协杯上演帽子戏法的球员。但广州队在第二轮经过长达13轮点球的较量后最终以11比12不敌陕西中建而被淘汰出局，在点球决战中，穆里奇罚丢广州队的第一个点球。虽然穆里奇仅参加两场足协杯比赛，但四个进球还是保证他成为杯赛的最佳射手。
2011年8月12日，广州恒大客场1比1战平辽宁宏运，这场比赛上半场临结束前的冲突成为赛后的焦点新闻。8月16日，中国足球协会根据裁判员报告及录像，认为穆里奇在此次冲突中对辽宁宏运球员肇俊哲实施暴力行为，并宣布对穆里奇予以禁赛五场（包括预备队比赛）、罚款25000人民币的处罚。穆里奇对中国足协此次判罚表示不满，并在他的新浪微博中透露打算在赛季结束后离开中国的想法。在恒大俱乐部的努力下，穆里奇最终收回了他离队的想法。虽然穆里奇在2011赛季中超联赛中停赛四轮，但凭借在27、28和29轮三场比赛的六个进球，最终超越其他竞争对手，以16个进球获得中超联赛最佳射手的称号。穆里奇也成为广州队继胡志军、拉米雷斯之后，第三位获得顶级职业联赛最佳射手的球员，另外也成为继李金羽后，第二位在一个赛季中同时获得顶级联赛和足协杯赛最佳射手的球员。

#### 2012赛季
2012年2月25日，穆里奇在2012年中国足球协会超级杯的比赛中首发出场，帮助广州恒大2比1击败2011年中国足协杯冠军天津泰达获得冠军。3月7日，他在2012年亚足联冠军联赛小组赛第一轮中打进一球，帮助广州恒大客场5比1击败K联赛冠军全北现代汽车。 4月17日，他又在小组赛第四轮射进两球，帮助广州恒大主场3比1击败，获得亚冠历史的首场主场胜利。 他在亚冠联赛小组赛全部得到出场机会，三个进球帮助广州恒大队最终晋级淘汰赛。6月17日，穆里奇在广州恒大主场5比1战胜江苏舜天的比赛中上演他在中超的首个帽子戏法。7月3日，穆里奇和广州恒大队完成续约，新合同将在2016年6月30日到期。 9月19日，他在亚冠联赛四分之一决赛第一回合广州恒大客场挑战伊蒂哈德的比赛中上半场遭遇对手后卫的凶狠铲球受伤下场。这次受伤使得穆里奇错过了该赛季剩下的所有中超联赛和亚冠联赛比赛。广州恒大在联赛中直到倒数第二轮才确保夺冠，亚冠联赛则被伊蒂哈德淘汰。穆里奇在2012年中国足协杯决赛第二回合火线复出，帮助广州恒大总比分5比3击败贵州人和，历史上首次获得足协杯冠军。

#### 2013赛季
2013年2月26日，穆里奇在2013赛季的首场正式比赛一传一射，帮助广州恒大3比0击败J联赛球队浦和红钻，获得2013年亚足联冠军联赛开门红。他在这场比赛的进球也是他为广州队射进的第49个进球，超越路易斯·拉米雷斯成为队史正式比赛进球最多的球员。 5月22日，他在亚冠联赛十六强第二回合和中央海岸水手的比赛中射进本届赛事个人的第8个进球，这也是他在亚冠联赛取得的第11个进球，从而超越郝海东和韩鹏，成为代表中国球队在亚冠联赛取得最多进球的球员。 穆里奇在2013赛季亚冠联赛保持高进球率，在半决赛对阵柏太阳神的两回合比赛都梅开二度，在参加的12场比赛中射进13球，从而超越2012赛季保持的12球纪录，成为亚冠联赛历史上单赛季进球最多的球员。 虽然穆里奇未能在亚冠决赛两回合取得进球，不过他在第二回合助攻队友埃尔克森射进关键进球，最终广州恒大以客场进球优惠击败韩国球队FC首尔，历史上首夺亚冠联赛冠军。穆里奇也当选赛事最佳射手并获得最有价值球员的称号。 11月26日，穆里奇在亚足联年度颁奖典礼获得亚洲最佳外援的称号。 不过在接下来的2013年中国足协杯对阵贵州人和的决赛中，穆里奇在第一回合获得黄牌，从而累计黄牌在第二回合停赛，广州恒大两回合总比分2比3不敌对手屈居亚军，未能完成三冠王的伟业。12月中旬，穆里奇参加广州恒大的所有三场2013年世界俱乐部杯比赛，并在最后一场即三四名决赛对阵老东家米内罗竞技的比赛中射进一球，不过广州恒大最终2比3输给南美冠军，获得第四名。

### 辗转亚洲
2014年7月13日，穆里奇以800万美元的身价转会卡塔爾球队萨德，首场比赛即梅开二度，助球队夺得謝赫賈西姆盃。他在联赛及亚冠都未取得入球就于8月底受伤缺席至翌年2月。3月22日，他在对阵阿爾科爾的比赛中取得首个卡塔爾星級足球聯賽入球，但未入选当季亚冠名单。
2016年2月，穆里奇未获入选萨德球隊名单，並於4月被租借到J联赛球队FC东京，同時為J3联赛的FC东京B队出场。他于4月10日对阵柏太阳神的联赛中首度出场，在5月1日对阵栃木SC的J3联赛中首度取得入球，并在6月22日对阵浦和红钻时取得首个J联赛入球。他8月在日本聯賽盃比赛中受伤，两个月后复出，但再未球队上阵。
赛季结束后，穆里奇与萨德解约，有意与FC东京签约两年，但他最终在2017年1月重返母会达伽马。

### 重返中国
2017年7月12日，穆里奇收到广州恒大淘宝邀请，主动与达伽马解约并以自由身重返广州队，球衣号码为30号，合同期六个月。尽管未能进入主力阵容，但他仍有出色表现，更主导足协杯对阵广州富力第二回合的比赛。
赛季结束后，穆里奇未获球队续约。2018年1月16日，中甲球队梅县铁汉宣布穆里奇以自由身加盟，身披10号球衣。2019赛季，他转投另一支中甲球队石家庄永昌(後更名為滄州雄獅)，帮助球队成功冲超。

### 重返巴西
2022年1月，穆里奇宣佈返回巴西，再次加入巴甲球队阿瓦伊，翌年转投巴丙球队贝伦赛艇。2024年，他加盟巴西地区锦标赛球队祖恩維爾，但只为球队出场4次，在5月28日宣布退役。

## 个人生活
穆里奇出生于里约热内卢州尼泰罗伊市的穆里奇（Muriqui）区，他的昵称由此而来。2010年12月6日，穆里奇和阿丽妮在巴西结婚。2013年4月18日，穆里奇的儿子加布里埃尔在广州出生。